# Zwetschgenkuchen
La zwetschgenkuchen o pflaumenkuchen  è una torta tradizionale tedesca, anche diffusa in Austria e Svizzera, a base di prugne.

## Caratteristiche
La zwetschgenkuchen è un dolce estivo che viene preparato stendendo un impasto lievitato su un'apposita teglia da forno su cui vengono poste delle prugne della famiglia Zwetschge snocciolate e tagliate a metà. Successivamente il dolce viene infornato. In alternativa, la zwetschgenkuchen può essere preparata usando la pasta frolla, la pasta brisé, la pastella o un impasto ottenuto mescolando il formaggio quark. Nel Palatinato, nell'Assia Renana e nella Bassa Franconia, la zwetschgenkuchen viene consumata con la kartoffelsuppe o la zuppa di verdure mentre nella Saarland accompagna la minestra di fagioli.